# Anthophila abhasica
Anthophila abhasica là một loài bướm đêm thuộc họ Choreutidae. Loài này có ở Đức, Cộng hòa Séc, Áo, Slovakia, Serbia và Montenegro, România, Ukraina, Gruzia và Azerbaijan.